# Imago (zoología)

Emergencia del imago alado de una cigarra durante la última muda.

El imago es el último estado del desarrollo de un insecto, después de su última ecdisis, ya sea a partir de la ninfa (metamorfosis incompleta) o después de emerger de la pupa (metamorfosis completa); también es denominado el estado imaginal. Es el único estado durante el cual el insecto es sexualmente maduro y presenta alas funcionales en el caso de los insectos alados (Pterygota). Con frecuencia, se alude al imago como al estado adulto.
En los apterigotos u otros con hemimetabolismo, en los que la metamorfosis es „incompleta“, la ecdisis final sigue a la última etapa inmadura o ninfal . En los miembros de la Holometabola, en los que hay una etapa de pupa, la ecdisis final sigue a la salida de la pupa , tras la cual se completa la metamorfosis, aunque en algunas especies hay un período de maduración prolongado..
La imago es la única etapa en la que el insecto es sexualmente maduro y, si la especie es alada , tiene alas funcionales. La imago a menudo se denomina etapa adulta.  Los miembros del orden Ephemeroptera (efímeras) no tienen una etapa de pupa, pero pasan brevemente por una etapa extraalada llamada subimago. Los insectos en esta etapa tienen alas funcionales, pero aún no son sexualmente maduros.
El estadio de subimago existe en los Ephemeroptera (efímeras). Los insectos que están en ese estado tienen alas funcionales, pero aún no son sexualmente maduros, y alcanzan la madurez sexual tras mudar de nuevo.

## Importancia
El concepto de imago es integral a la biología evolutiva, particularmente de los insectos, ya que encapsula las adaptaciones, estrategias reproductivas, roles ecológicos y procesos de desarrollo de la forma adulta. El imago es la etapa final de desarrollo de un insecto, típicamente un adulto capaz de reproducirse. Estudiar la etapa imago ayuda a los científicos a comprender las complejidades de los ciclos de vida, las presiones evolutivas y la diversidad de formas de vida.
Comprender esta etapa es crucial por varias razones:
- El imago representa la culminación de la metamorfosis de un insecto, que puede incluir etapas de huevo, larva y pupa. Cada etapa tiene sus propios roles ecológicos y fisiológicos, contribuyendo a la supervivencia y reproducción del insecto. Los biólogos evolutivos estudian estas etapas para entender cómo las diferentes estrategias de desarrollo contribuyen al éxito de varias especies.[15][13]
- Las características del imago son a menudo el resultado de adaptaciones evolutivas que mejoran la supervivencia y el éxito reproductivo. Por ejemplo, la etapa imago puede exhibir estructuras especializadas para la dispersión (como las alas en las mariposas), la atracción de pareja (como los colores brillantes en muchos escarabajos) o estrategias específicas de alimentación.[16]
- Muchos rasgos observados en la etapa imago están directamente relacionados con la selección sexual. Estos rasgos, como la coloración, el tamaño y los comportamientos de apareamiento, están sujetos a presiones evolutivas que pueden llevar a la especiación y la diversidad dentro de los grupos de insectos.[16]
- La etapa imago es crucial para comprender las interacciones ecológicas, como la polinización, la depredación y el parasitismo. Los comportamientos y roles de los insectos adultos en los ecosistemas pueden influir significativamente en la reproducción de las plantas, las cadenas alimenticias y la biodiversidad en general.[17]
- El estudio de cómo evolucionan los procesos de desarrollo (Evo-Devo) a menudo se centra en el imago porque representa el punto final de las vías de desarrollo. Comparar los procesos de desarrollo que llevan al imago entre diferentes especies ayuda a los científicos a comprender cómo estos procesos evolucionan y se diversifican.[18]
- La investigación sobre la etapa imago implica comprender los mecanismos genéticos y moleculares que controlan el desarrollo. Esto puede revelar cómo se regulan los genes durante la metamorfosis y cómo las variaciones genéticas contribuyen a la diversidad de formas adultas en diferentes entornos.